# ФК Арсенал (Тула)
ФК Арсенал (Тула) е руски футболен клуб от град Тула, Русия.
Основан е през 1946 и разформирован през 2007 г. ФК Оръжейник е преименуван на Арсенал през 2008 г.

## История
Отборът е основан през 1946 г. под името Зенит. От 1967 до 1970 г. участва в Клас А на СССР. През 1970 г. отборът достига 1/16 финал за националната купа.
След разпадането на СССР играе във Втора дивизия на Русия. През 1997 г. отборът печели в зона Запад, достига 1/8-финал за купата, а Александър Кузмичев става голмайстор на първенството с 33 гола. Привлечени са бразилците Жуниор, Реджиналдо и Андерсон, до 1999 г. през отбора преминават общо 13 бразилски играчи.
Сезон 1998 е може би най-успешният в историята на тима – 5-о място в 1-ва дивизия и 1/4 финал за националната купа. Привлечен е бразилският стрелец Андрадина, който става голмайстор на 1 дивизия през 1998 (27 гола) и 1999 г. (18 гола). През 2000 г. изпада от 1-ва дивизия. През 2002 г. завършва 2-ри в зона Запад. Печели във 2-ра дивизия през 2003 г. и става първият носител на Купата на ПФЛ. В сезон 2005 отборът се отказва от участие в 1-ва дивизия и се регистрира във 2-ра. Разформирован е през 2007 г.
През 2008 г. на базата на ФК Оръжейник е създаден нов клуб с името Арсенал. Той се състезава в ЛФЛ, Зона Черноземие. През ноември 2011 г. треньор става Дмитрий Аленичев, а негов асистент е 9 кратният шампион на Русия със Спартак Москва Дмитрий Ананко.
Очаква се отборът да се подсили от вече отказалите се Егор Титов, Дмитро Парфьонов и Александър Шмарко, както и Валерий Климов, Александър Филимонов и Дмитрий Хлестов. В крайна сметка към отбора се присъединяват Титов, Парфьонов, Филимонов, Хлестов, Владимир Бесчастних, Юрий Ковтун, Вадим Евсеев и Андрей Коновалов. През април 2012 на мача Арсенал – Госуниверситет-Русичи се събират 13 500 зрители, което е рекорд за мач от ЛФЛ.
През май 2012 отборът се сдобива с ново лого и нов официален сайт. През сезон 2012/13 печели промоция във ФНЛ. Отборът завършва сезона с разгромна победа над Металург Липецк с 5 – 1, като 5-те гола вкарва Евгений Савин.
Арсенал започват много силно сезон 2013/14, записвайки 8 победи в първите 10 мача. Отборът е в челото през целия сезон и се превръща в една от приятните изненади в надпреварата. На 11 май победата срещу Мордовия Саранск осигурява класирането на артилеристите в Премиер-лигата, където те ще играят за първи път в историята си. Нападателят Александър Кутин става голмайстор на ФНЛ за сезон 2013/14 в 19 попадения. Отборът обаче не се задържа в елита и изпада, завършвайки на последно място.
От 2016 г. клубът отново играе в руския елит. През сезон 2018/19 завършва на шесто място в Премиер лигата, което позволява на тима за първи път да участва в европейските клубни турнири. Арсенал обаче отпада във втория квалифкационен кръг на Лига Европа от Нефтчи Баку.

## Предишни имена
| Години      | Име                          |
| ----------- | ---------------------------- |
| 1925 – 1936 | „Оружзавод“                  |
| 1936 – 1958 | „Зенит“                      |
| 1959 – 1961 | „Труд“                       |
| 1962 – 1963 | „Шахтьор“                    |
| 1964 – 1973 | „Металург“                   |
| 1974 – 1978 | „Машиностроител“             |
| 1979 – 1983 | „ТОЗ“ (Тулски Оръжеен завод) |
| 1984 – 2006 | „Арсенал“ (Тула)             |
| 2007        | „Оръжейник“                  |
| 2008 – 2011 | „Арсенал-Тула“               |
| 2011 –      | „Арсенал“ (Тула)             |

## Успехи
Русия
- Руска Премиер Лига:
  - 6-о място (1): 2018/19
- Трета лига, Зона Център:
  -  Шампион (1): 2012/13
- Трета лига, Зона Запад:
  -  Шампион (2): 1997, 2003
- Купа на Русия'
  - 1/2 финалист (1): 2018/19
- Купа на ПФЛ:
  -  Носител (1): 2003
- Купа на ЛФЛ:
  -  Трето място (1): 2007
- Купа на ЛФЛ – Чероземие:
  -  Носител (1): 2007

СССР
- Купа на СССР:
  - 1/16 финалист (1): 1970

## Български футболисти
- Иван Иванов: 2017 - (5 мача - 0 гола)
- Михаил Александров: 2017/19 - (33 мача - 1 гол)
- Георги Костадинов: 2018/22 - (95 мача - 1 гол)

## Известни играчи
- Дмитрий Кузнецов
- Андрадина
- Леонидас Ферейра
- Андерсон Фабиано
- Даниел Силва
- Жоржиньо Родригес
- Леандро Самарони
- Дмитро Парфьонов
- Егор Титов
- Александър Филимонов
- Юрий Ковтун
- Вадим Евсеев
- Андрей Коновалов
- Дмитрий Хлестов
- Дмитрий Смирнов
- Евгений Савин